# 泉外旭川站
泉外旭川站（日语：／ Izumi-Sotoasahikawa eki */?）是一個位於日本秋田縣秋田市、屬於東日本旅客鐵道（JR東日本）奧羽本線車站。是現時奧羽本線中最新設立的車站，2021年3月13日正式營業，除奧羽本線列車外，亦同時停靠男鹿線的列車。
本站位處秋田貨運站附近，而所在地亦是前秋田機關區範圍，基於線路的配置，令到上、下行方向需要各自興建所屬的月台，再以連絡通道將月台、站房以及站外連接起來。

## 車站結構

### 站房
採用簡易車站模式，不設站員，但車站入口仍設有一個簡易式站房，乘客可從兩邊行人隧道入口進入後，經過樓梯或升降機前往入口。站房左側為開放式通道；右側為附設有一座簡易式自動售票機的候車室，通過閘口後，便到達連絡通道，左側為往秋田月台，右側為往青森及男鹿方向月台。
站外設有男、女獨立洗手間及自動售賣機

### 月台
設有側式月台2個，長125米，闊2.6米，有效長度為6輛。
| 月台 | 路線              | 方向 | 目的地   | 備註 |
| ---- | ----------------- | ---- | -------- | ---- |
| 1    | ■奥羽本線 ■男鹿線 | 上行 | 秋田方向 |      |
| 2    | ■奧羽本線         | 下行 | 青森方向 |      |
| 2    | ■男鹿線           | 下行 | 男鹿方向 |      |

## 歷史
- 2018年：

- 7月31日：JR東日本與秋田市共同發表將增設「泉・外旭川新站（暫稱）」。
- 9月18日：JR東日本與秋田市就「關於泉・外旭川新站（暫稱）等整備事業基本協定」進行締結。

- 2019年：

- 1月18日：國土交通省東北運輸局批出設站認可。
- 12月7日：正式動工。

- 2020年2月20日：站名定為「泉外旭川站」[7][8]。
- 2021年3月13日：開業[9][10][11]。
- 2023年5月27日：男鹿線及其途經的奧羽本線車站均可以使用「Suica」[12][13]。

## 相鄰車站
東日本旅客鐵道
■奥羽本線、■男鹿线（直通區域）
□快速、■普通
秋田 - 泉外旭川 - 秋田貨運站（貨）-  土崎

## 外部連結
- JR東日本泉外旭川站 （页面存档备份，存于）（日語）
- 秋田市政府有關泉外旭川站的介紹 （页面存档备份，存于）（日語）